# Ладья отчаянья
«Ладья отчаянья» — советский мультфильм, выпущенный в 1987 году киностудией Беларусьфильм по повести «Ладья Отчаяния» белорусского писателя Владимира Короткевича.

## Сюжет
Жил в белорусском городе Рогачеве небогатый дворянин Гервасий Выливаха — балагур и весельчак, пьяница и развратник. Жил с размахом, без оглядки, а когда пришла пора уходить из мира живых, то Гервасий и тут не потерял присутствия духа и затеял игру с самой Смертью.

## Съёмочная группа
| Режиссёр-постановщик             | Олег Белоусов |
| Автор сценария                   | Олег Белоусов |
| Оператор-постановщик             | Михаил Комов |
| Художник-постановщик             | Вячеслав Тарасов |
| Художники-мультипликаторы        | В. Бобровский, Сергей Кишов, Валерий Козлов                                                                           |
| Композитор                       | Евгений Глебов |
| Роли озвучивали                  | Любовь Румянцева, Иван Мацкевич, Ирина Нарбекова, Александр Беспалый, Владимир Поночевный                             |
| Художники                        | О. Каршакевич, Влада Кириенко, Татьяна Кублицкая, И. Лазерко, Н. Молоткова, Анжелика Орленко, О. Шахлович, Д. Эпштейн |
| Звукооператор                    | Сергей Чупров |
| Монтаж                           | С. Аксёнова |
| Ассистент режиссёра              | Л. Лукашенко |
| Ассистент художника-постановщика | В. Кресиков |
| Редактор                         | С. Булыга |
| Директор                         | Леонарда Зубенко |

## Интересные факты
«Мы зашли в комнату, он тяжело сел на диван, сказал, — „Ладья отчаяния“, пожалуй, лучшее, что я написал… Тоже испаскудишь?..
— Почитай сценарий…
Он взял сценарий, начал читать неохотно, видно, тяжело было.
Но мне <…> совершенно необходимо было получить его разрешение на экранизацию, потому и пошёл, потому и настаивал, невзирая на то, что понимал не ко времени я, да и не к месту.
К середине рукописи Володя увлекся, потом остановился, поглядел на меня недоуменно, расстроено и обиженно, опять, дескать, режиссёры свои штучки-дрючки придумывают, — У меня в повести Гервасий со смертью в шахматы играют, а у тебя в кости…
— Володя, понимаешь, это же мультипликация, здесь нужно, что-то очень действенное, изобразительное. У меня нет времени разыгрывать шахматную партию…
Он подумал, засмеялся, — А, ты, знаешь, так даже лучше. И чего я, дурень, сам до этого не додумался!..»
— Олег Белоусов. «Человек земли и воды (Владимир Короткевич. Штрихи к портрету)». Архивировано 20 мая 2017 года.